# Henry Chicheley (Gouverneur)
Sir Henry Chicheley (* 1614 oder 1615 im Königreich England; † 5. Februar 1683 in der Colony of Virginia) war ein britisch-amerikanischer Politiker.

## Leben
Chicheley war der Sohn des Sir Thomas Chicheley, Gutsherr von Wimpole in Cambridgeshire, und seiner Frau Dorothy Kempe Chicheley. 1632 matrikulierte er am University College der University of Oxford, wo er drei Jahre später einen Bachelor erhielt. Während des Englischen Bürgerkrieges kämpfte er als Offizier auf Seiten der Royalisten und wurde 1644 von König Karl I. zum Knight Bachelor erhoben. Nach ihrer Niederlage wurde er im Tower of London gefangen gehalten, durfte jedoch 1650 in die Colony of Virginia übersiedeln. Durch eine Heirat mit der wohlhabenden Witwe Agatha Eltonhead Stubbins Wormeley wurde er Teil der virginischen Oberschicht. Die Ehe blieb jedoch kinderlos, weshalb sein Schwiegersohn sein Vermögen erbte. Chicheley hatte mit Seidenbau Erfolg.
1656 wurde Chicheley Teil des House of Burgesses. Wenig später kehrte er im Vorfeld der Stuart-Restauration nach England zurück, um Unterstützung für die Kolonie zu ersuchen. Nachdem er nach Amerika zurückgekehrt war, verhalf ihm sein Freund, der Gouverneur William Berkeley, zu mehreren Ämter. 1670 wurde er Mitglied des Gouverneursrates, 1672 Lieutenant-General der Miliz und 1674 stellvertretender Gouverneur. Während Bacon’s Rebellion unterstützte er weiterhin den Gouverneur, der jedoch abgesetzt wurde.
Sein Nachfolger war Thomas Colepeper, 2. Baron Colepeper, der allerdings nur 1680 und von 1682 bis 1683 in der Kolonie war. Als stellvertretender Gouverneur übte Chicheley also von 1678 bis 1682 selber die eigentliche Exekutivmacht aus. In diesem Amt musste er die Folgen der Rebellion bewältigen. Er starb 1683.